# Ghidighici
Ghidighici è un comune della Moldavia appartenente al Municipio di Chișinău di 5.094 abitanti al censimento del 2004

## Sport

### Calcio
La squadra principale della città è il Clubul Sportiv Central al Armatei-Rapid Chișinău.